# Fabrizio Vesprini
Fabrizio Vesprini (ur. 4 listopada 1966 w Montegiorgio) – włoski żużlowiec, występujący również na trawie, na lodzie i we flat tracku.

## Życiorys
Srebrny medalista indywidualnych mistrzostw Włoch (1989), jak również dwukrotny medalista drużynowych mistrzostw Włoch (srebrny – 1990; brązowy – 1991) oraz czterokrotny medalista mistrzostw Włoch par (złoty – 1991, 1992; srebrny – 1990; brązowy – 1988).
Reprezentant Włoch na arenie międzynarodowej. Uczestnik finału mistrzostw świata par (Poznań 1991 – VI miejsce). Wielokrotny uczestnik eliminacji indywidualnych oraz drużynowych mistrzostw świata.